# Quercus tomentosinervis
Quercus tomentosinervis és una espècie de roure que pertany a la família de les fagàcies i està dins del subgènere Cyclobalanopsis, del gènere Quercus.

## Descripció
Quercus tomentosinervis és un arbre perennifoli que creix 20 metres d'altura. Les branques estan solcades, vellositats quan són joves, convertint-se sense pèl. Les fulles fan 7-15 x 3-5 cm, ovals a oblongo-el·líptiques, coriàcies; caudat àpex, base àmpliament cuneades o gairebé arrodonida, marge sencer, de vegades denticulats feblement cap a l'àpex, de color verd brillant, sense pèl per sobre, gris marró tomentós per sota (essencialment al llarg venes); el nervi central impressionat per sobre de la fulla amb uns parells venes d'11-15; venes terciàries evidents per sota de la fulla. El pecíol està solcada anterior, 2-3,5 cm de llarg. Les inflorescències són pistilades 5-7 cm de llarg. Les glans fan 1,5 a 1,7 cm de llarg x 1,3 a 1,5 cm de diàmetre, ovoides, sense pèl, tassa de mitja canya de 0,8 cm de llarg x 1,3 a 1,5 cm d'ample, prima, pubescent a fora, a dins sedosa, que tanquen un terç de la nou, amb 6-7 anells concèntrics (marge amb petites dents triangulars, excepte 2 anells apicals sencers), la cicatriu 5-8 mm, convexa, persistents estils. Les glans maduren al cap de l'1 any.

## Distribució
Quercus tomentosinervis creix al sud-est de la província xinesa de Guizhou i al sud i sud-est de Yunnan, als boscos perennifolis de fulla ampla, al voltant de 2300 m.

## Taxonomia
Quercus tomentosinervis va ser descrita per Cheng-chiu Huang i publicat a Guihaia 12(4): 304, a l'any 1992.
Etimologia
Quercus: nom genèric del llatí que designava igualment al roure i a l'alzina.
tomentosinervis: epítet llatí que significa "de nervis peluts".